# Gurdwara

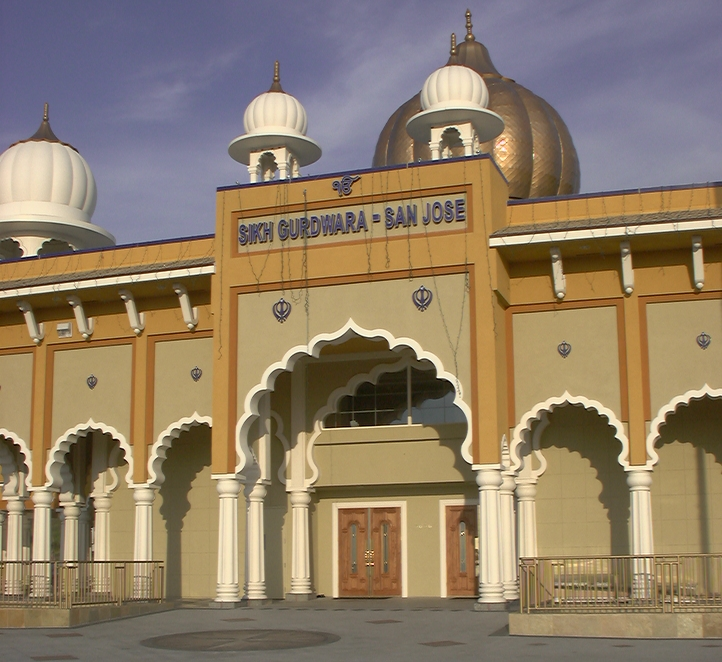
Der Gurdwara in San Jose, Kalifornien

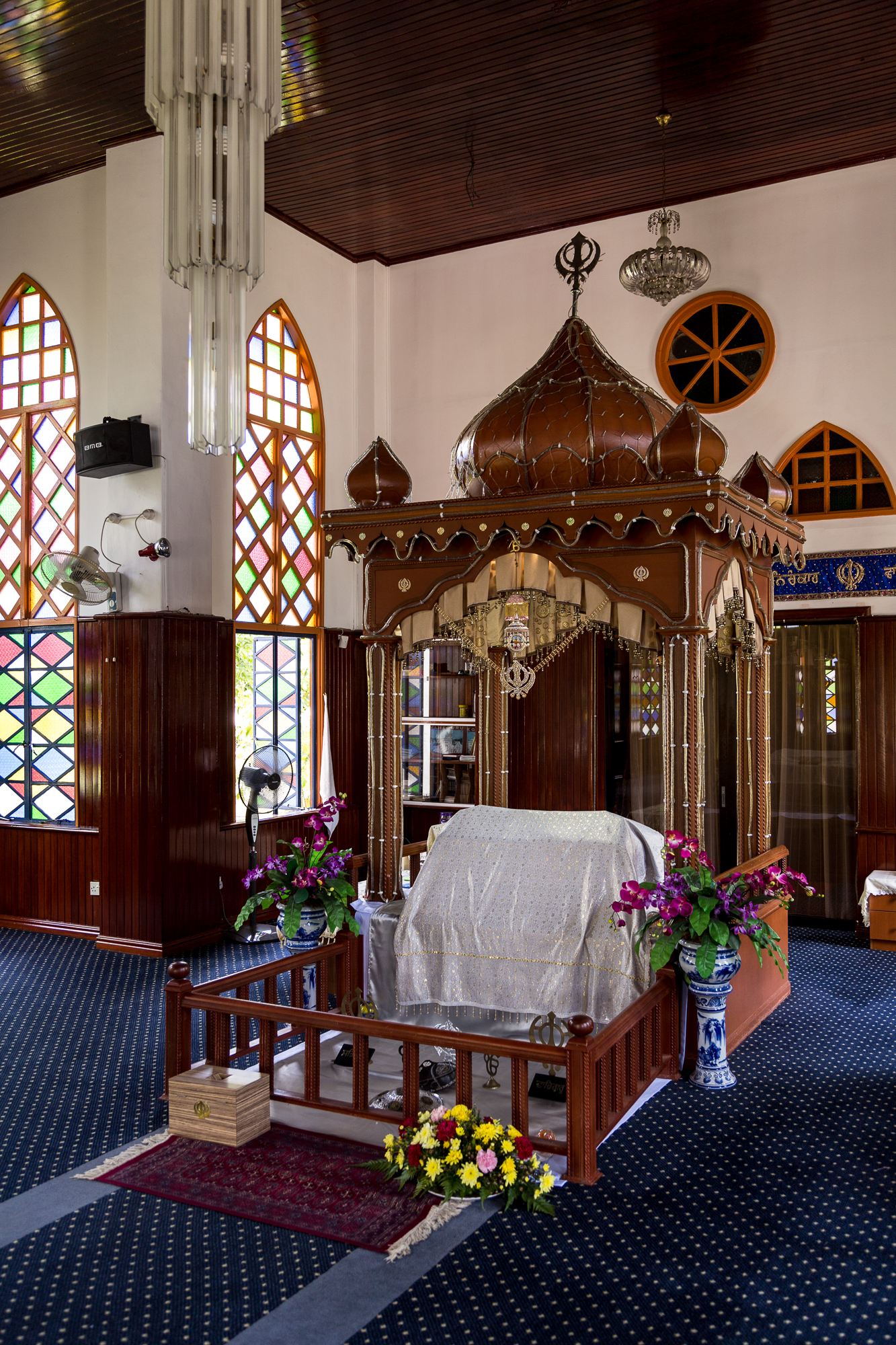
Der Darbar Sahib im Sikh-Tempel von Kota Kinabalu

Der Gurdwara (auch Gurudwara, Panjabi ਗੁਰਦੁਆਰਾ gurudu'ārā oder ਗੁਰਦਵਾਰਾ gurdvārā, wörtlich: „Tor zum Guru“) ist die Gebets- und Schulstätte der Sikhs. Der Gurdwara steht allen Menschen offen.
Der weltweit bedeutendste Gurdwara ist der Harmandir Sahib (Goldener Tempel) in Amritsar (Punjab) im Nordwesten von Indien. Entsprechend der Verbreitung der Sikhs gibt es die meisten Gurdwaras in Indien, Pakistan, Ostafrika, Kanada und im Vereinigten Königreich, aber auch auf dem europäischen Kontinent. In Deutschland befinden sich Gurdwaras in jeder Stadt,
wo sich eine Sikh-Gemeinde gebildet hat, so u. a. in Lübeck, Augsburg, Berlin, Bremen, Dresden, Duisburg, Essen (2), Frankfurt am Main (2), Hamburg (3), Hannover, Iserlohn, Köln (3), Leipzig, Mannheim, München (2), Nürnberg, Offenbach, Straelen, Stuttgart (2) und Tübingen. Eine ausführliche Liste der Gurdwaras in Deutschland, Österreich und Schweiz ist beim Deutschen Informationszentrum für Sikhreligion erhältlich. In der Schweiz gibt es je einen Gurdwara in Däniken SO, in Langenthal BE, in Bassersdorf ZH sowie in Genf.

## Aufbau
Die meisten Gurdwaras weisen folgende Bestandteile auf:
- Die Nishan Sahib, eine auf einer Stange nahe dem Eingang gehisste dreieckige orangefarbene Flagge vor dem Sikh-Symbol Khanda.
- Die Langar Halle, ein Speisesaal für alle Besucher. Tische und Stühle enthält die Langar Halle nur für kranke oder behinderte Menschen.
- Der Darbar Sahib. Er stellt das Zentrum des Gurdwara dar und beherbergt den Guru Granth Sahib, den Ewigen Guru der Sikhs (Heilige Schrift). Gewöhnlich fasst er mehrere hundert Gläubige, die dort mit gekreuzten Beinen auf dem teppichbedeckten Boden sitzen.
- Der Sachkhand. Hier wird der Guru Granth Sahib nachts aufbewahrt.
- Nebenräume wie Bäder, Küchen etc. Größere Gurdwaras verfügen bisweilen auch über Schlafräume für über Nacht bleibende Gäste und Gläubige.

## Besuch eines Gurdwara
Es gelten folgende Regeln:
- Strengstens verboten sind Genussmittel! U.a. Tabak (Zigaretten/Pfeife), Alkohol oder andere Drogen.
- Vor dem Betreten des Gebetsraumes Schuhe ausziehen.
- Die geweihten Räume betritt man mit einer Kopfbedeckung, möglichst keine Mütze oder Hut, sondern ein Tuch. Sie stehen im Gurdwara zur Verfügung.
- Der Besucher sollte gepflegte, anständige und angemessene Kleidung tragen. Einige Sikhs tragen traditionelle Kleidung – dies ist eine persönliche Entscheidung und nicht Pflicht. Bescheidenheit in der Kleidung drückt Bescheidenheit und Frömmigkeit des Herzens aus.[5]
- Vor dem Eintreten in den Darbar Sahib die Hände waschen, ferner auch die Füße.
- Als Gast muss man sich nicht mit der Stirn auf den Boden vor dem Guru Granth Sahib verneigen, für die Sikhs ist dies jedoch Tradition und es ist üblich. Ebenfalls sind Spenden in Betrag und Art frei wählbar. Sie müssen ebenfalls nicht erbracht werden.
- Gesessen wird in ungefährer Richtung zum Guru Granth Sahib, dem Ewigen Guru, der Heiligen Schrift. Möglichst im Schneidersitz sitzen. Bequemer kann man sich auch hinsetzen, aber man sollte niemals die Beine (Füße) ausstrecken, vor allem nicht gegen den Guru Granth Sahib.

Wenn man als Besucher eines Gurdwaras die Verhaltensregeln nicht kennt, ist es angeraten, eine mit den Regeln vertraute Person vor Ort zu befragen. Schließlich sind die Gurdwaras nicht identisch konstruiert und somit ergeben sich verschiedene Möglichkeiten. Um möglichst viele Sikhs anzutreffen, sollte man – vor allem in Europa – den Gurdwara sonntags besuchen.